# The Wild Rover
Текст  (англ.)

I’ve been a wild rover for many’s the year,

and I spent all me money on whiskey and beer.

And now I’m returning with gold in great store,

and I never will play the wild rover no more.
(припев):

And it’s no, nay, never! No, nay, never, no more,

will I play the wild rover. No (nay) never no more!

I went to an alehouse I used to frequent,

and I told the landlady me money was spent.

I asked her for credit, she answered me «nay,

such a custom as yours I could have any day».
(припев)
I pulled from me pocket a handful of gold,

and on the round table it glittered and rolled.

She said «I have whiskeys and wines of the best,

and the words that I told you were only in jest».

(припев)
I’ll have none of your whiskeys nor fine Spanish wines,

For your words show you clearly as no friend of mine.

There’s others most willing to open a door,

To a man coming home from a far distant shore.

(припев)

I’ll go home to me parents, confess what I’ve done,

and I’ll ask them to pardon their prodigal son.

And if they forgive me as oft times before,

I never will play the wild rover no more.

(припев)
The Wild Rover (англ. Разгульный бродяга — один из возможных вариантов перевода) — популярная англоязычная народная песня, происхождение которой оспаривается.
В песне говорится о человеке, бывшем диким разбойником, тратившим все деньги на выпивку, но решившем вернуться домой, как блудный сын. По пути он заходит в таверну, где его уже давно знают, и пытается получить что-либо в кредит, но ему отказывают; тогда он показывает, что у него есть деньги, и хозяйка опять оказывается расположена к нему. Однако, он решает не пить более и выпросить у родителей прощение за всё, сделанное им.
Песня существует в записи многих музыкальных коллективов; в их числе — The Dubliners, Dropkick Murphys, Cruachan, The Pogues, Týr, Мелвин Вайн No Mails  и прочие.
Согласно данным книги The Scottish Nation 1700—2000 Тома Девайна (Tom Devine), песня была написана как антиалкогольная, хотя зачастую она исполняется в качестве застольной.